# München–Garmisch-Partenkirchen-vasútvonal
A München–Garmisch-Partenkirchen-vasútvonal egy normál nyomtávú, 100,6 km hosszú, 15 kV, 16,7 Hz-cel villamosított vasútvonal München és Garmisch-Partenkirchen között Németországban. A vonalat 1854-ben nyitották meg. Egyike Németország legöregebb vasútvonalainak.
A vasútvonalon érvényes a Bayern-Ticket és a Werdenfels-Ticket is.

## Forgalom
Az müncheni S-Bahn motorvonatai Tutzingig, a DB regionális járatai (korábban DB 111 sorozatú villamosmozdony emeletes kocsikkal, napjainkban Bombardier Talent 2 motorvonat) Garmisch-Partenkirchenig, vagy tovább Innsbruckig és napi két pár ICE vonat közlekedik rajta. Rendszeres teherforgalom nincs a vonalon.
| Járat  | Útvonal | Gyakoriság           |
| ------ | --- | -------------------- |
| ICE 25 | Lübeck – Hamburg – Hanover – Göttingen – Kassel-Wilhelmshöhe – Würzburg – Nürnberg – München – Garmisch-Partenkirchen | Napi egy pár         |
| ICE 28 | Berlin – Leipzig – Jena Paradies – Nürnberg – München – Garmisch-Partenkirchen (– Innsbruck)                          | Individual services  |
| ICE 41 | Dortmund – Essen – Düsseldorf – Köln – Frankfurt – Würzburg – Nürnberg – München – Garmisch-Partenkirchen             | Napi egy pár         |
| RB     | München – Tutzing – Weilheim – Murnau – Garmisch-Partenkirchen – Mittenwald (– Innsbruck)                             | Óránként             |
| RE     | München – Weilheim – Murnau – Garmisch-Partenkirchen - Mittenwald                                                     | Óránként csúcsidőben |

## Története
A vonalnak nagy szerepe volt az 1936-os téli olimpián, Planegg és Gauting állomáson 1984 óta nem állnak meg a regionális vonatok, csak az S-Bahnok.

## Jövő
Évek óta több bővítési lehetőség is szóba került. A 2018-as müncheni és garmischi téli olimpiai játékok megrendezésére vonatkozó pályázatban kisebb fejlesztés szerepelt. Az utasszövetségek és a helyi politikusok követelik a vonal kétvágányúvá tételét a Tutzing-Murnau szakaszon, hogy a vonal ténylegesen kétvágányú legyen a müncheni főpályaudvartól Hechendorfig. Másrészt az állami politikusok "bizonyos pontokon ki akarják egyenesíteni a vonalat" a nagyobb vonali sebesség elérése érdekében.
2021 márciusától a Wilzhofen és Polling vasúti megállóhelyek visszaállítását kérik az érintett települések. Egy lapértesülés szerint ehhez az érintett vonalszakasz kétvágányú kiépítésére van szükség, ami 2030 előtt nem szerepel a fejlesztési tervekben; e fejlesztés nélkül a meglévő menetrend szerinti járatok megállítása nem lehetséges.

## Forgalom

### Utasforgalom

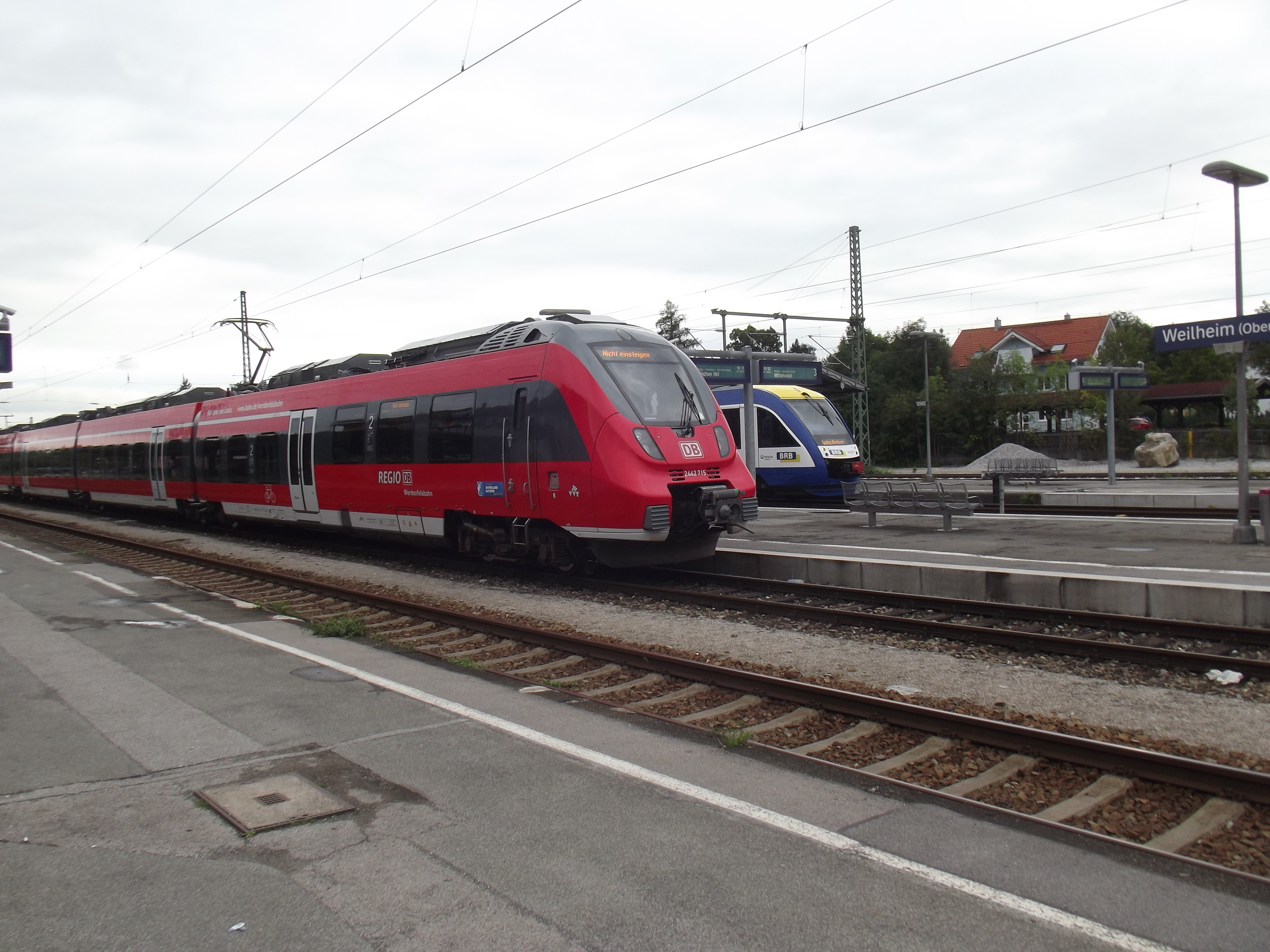
Weilheim vasútállomása egy Bombardier Talent 2 motorvonattal

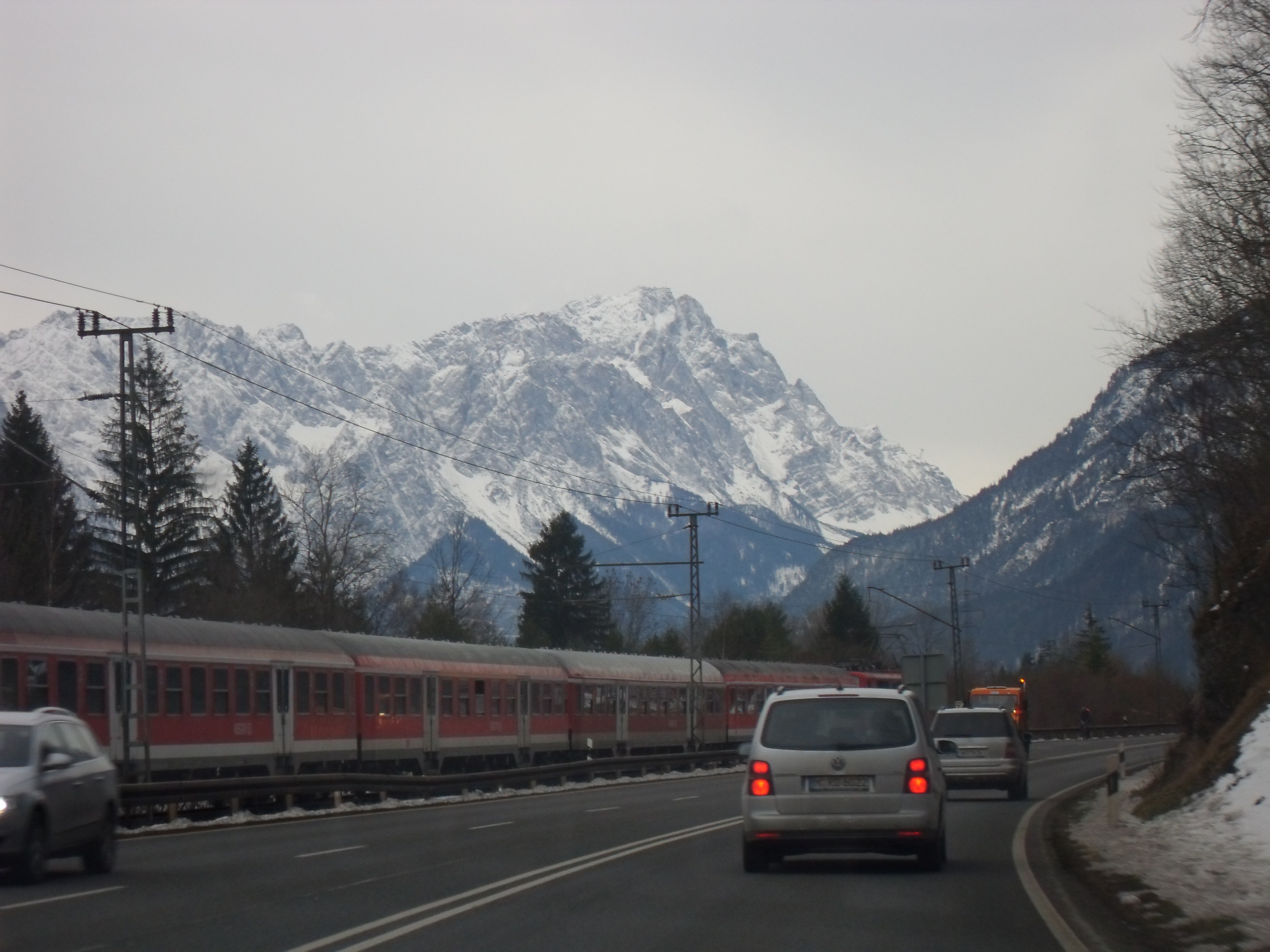
Hagyományos ingavonat N-Wagen kocsikkal

A vonalon 1982 óta minden órában közlekedik egy járatpár, amelyet 1994 óta Werdenfels-Takt néven említenek. 1994-től a DB Regio regionális vonatai óránként közlekedtek Münchenből Mittenwaldba, amelyből minden második Innsbruckig közlekedett. Az N-kocsikból álló, ingavonati szerelvényeket használták, amelyeket 111-es, 2011-ig pedig 110-es sorozatú villamos mozdonyok vontattak. 2008-tól a Mittenwaldig közlekedő vonatok vegyes, emeletes- és N-kocsikból álló szerelvényekkel közlekedtek, míg az Innsbruckig közlekedő vonatok továbbra is kizárólag n-kocsikból álltak. Az n-kocsis vonatok vészfék-felülvezérlésének hiánya miatt a DB Regio 2013. április 8. és 2013. december 14. között ideiglenesen kénytelen volt felfüggeszteni a Münchenből Innsbruckba tartó közvetlen összeköttetést, így minden járat Mittenwaldig közlekedett. Itt lehetőség volt átszállni egy ÖBB Talent villamos motorvonatra az innsbruckig történő utazáshoz.
2013. december 15-én a Bayerische Eisenbahngesellschaft (BEG) a Werdenfels hálózat részét képező vonalon a helyi vasúti személyszállítási szolgáltatást további tizenkét évre a DB Regiónak ítélte oda. A vonatok a Werdenfelsbahn márkanevet viselik a München és Weilheim között félóránként közlekedő járatok esetében; az óránként közlekedő járat Garmisch-Partenkirchenbe közlekedik. Münchenből kétóránként közlekednek regionális vonatok Mittenwaldba, amelyek közül néhányat meghosszabbítanak a tiroli Seefeldig. Ezen kívül négyóránként regionális vonatok közlekednek Münchenből Garmisch-Partenkirchenbe és Münchenből Innsbruckba. Közbenső megállók: München-Pasing, Tutzing és a Tutzingtól délre fekvő összes állomás, a menetidő kb. 80 perc. A Seefeldbe tartó vonatok a tiroli Reutte felé egy további motorvonatot visznek csatolva, amely Garmischban kapcsolódik le és halad tovább önállóan. Ezen kívül a München és Weilheim között óránként közlekedő vonatok félóránkénti ütemet biztosítanak a többi járattal együtt ezen a szakaszon. A Weilheimi vonatok Kochelbe visznek egy vonatrészt, amely Tutzingban akad le, és továbbhalad a Kochelseebahnra. Ezen kívül Münchenből Mittenwaldba regionális expresszvonatok közlekednek csúcsidőben, amelyek mindössze 70 perc alatt teszik meg a távolságot. Ezek a vonatok csak München-Pasing, Weilheim, Murnau, Garmisch-Partenkirchen és Klais településeken állnak meg, részben még mindig 111-es sorozatú mozdonyokkal és emeletes kocsikkal közlekednek. Egyébként itt a Bombardier Talent 2 (442-es sorozat) motorvonatok dominálnak.
Ezen kívül 2009. december 13. óta péntekenként, szombatonként és vasárnaponként egyedi Intercity Express vonatok közlekednek, amelyek menetideje szintén 80 perc körül van. A Karwendel vonatpár péntekenként és szombatonként Hamburg-Altonából Berlinen keresztül Mittenwaldba, szombaton és vasárnap pedig az ellenkező irányba közlekednek. Télen a Mittenwaldbahn segítségével Innsbruckig meghosszabbítják e járatokat. 2017. november 5. óta azonban a Karwendel vonatok nem közlekednek Garmisch-Partenkirchenen túl (2018 januárjától). Szombatonként a Zugspitze nevű ICE vonatpár Nürnbergből Garmisch-Partenkirchenbe és az ellenkező irányba Brémába, a Wetterstein Dortmundból és a Werdenfelser Land Hamburg-Altonából Hannoveren keresztül Garmisch-Partenkirchenbe közlekedik. A 402-es, 403-as, 407-es és 411-es sorozatú ICE-k közlekednek az útvonalon, az ICE-vonatok megállnak Tutzingban, Murnauban és Oberauban. 2007-ig a Karwendel intercity vonatpár München és Innsbruck között közlekedett.

### Teherforgalom
A vonalon sok éven át jelentős teherforgalom bonyolódott. Ez főként a Werdenfels-i keménykőgyárnak köszönhető, amely 2000-ig mintegy 24 millió tonna terméskövet bányászott.  Ezt a követ Eschenlohe-nál és Hechendorfnál rakták fel a vonatokra, amelyek egy részét a meredek emelkedő miatt Hechendorf és Murnau között kellett tolatni. Az eschenlohe-i kitérőt, amely a rakodáshoz szükséges volt, 2007-ben elbontották, míg az utolsó vonat 2001-ben közlekedett a kitérőn. A vonalat menetrend szerinti teherforgalomra használják.
A vonal állomásait már nem szolgálják ki a menetrend szerinti teherszállítási szolgáltatások.